# Zemský okres Emmendingen
Zemský okres Emmendingen (německy Landkreis Emmendingen) je zemský okres v německé spolkové zemi Bádensko-Württembersko, ve vládním obvodu Freiburg. Sídlem správy zemského okresu je město Emmendingen. Má přibližně 157 tisíc obyvatel. 

## Města a obce
Města:
1. Elzach
2. Emmendingen
3. Endingen am Kaiserstuhl
4. Herbolzheim
5. Kenzingen
6. Waldkirch

Obce:
1. Bahlingen am Kaiserstuhl
2. Biederbach
3. Denzlingen
4. Forchheim
5. Freiamt
6. Gutach im Breisgau
7. Malterdingen
8. Reute
9. Rheinhausen
10. Riegel am Kaiserstuhl
11. Sasbach am Kaiserstuhl
12. Sexau
13. Simonswald
14. Teningen
15. Vörstetten
16. Weisweil
17. Winden im Elztal
18. Wyhl am Kaiserstuhl